# Crash Bandicoot XS
Crash Bandicoot XS (Crash Bandicoot: The Huge Adventure), anche conosciuto come Crash Bandicoot Advance (クラッシュ・バンディクー アドバンス?, Kurasshu Bandikū Adobansu) in Giappone, è un videogioco a piattaforme per Game Boy Advance, tratto dalla serie di Crash Bandicoot, sviluppato da Vicarious Visions e pubblicato nel 2002.
È il primo titolo della saga ad essere giocato in 2 dimensioni ed il primo pubblicato esclusivamente per una console Nintendo.

## Trama
Il Dr. Neo Cortex, dopo l'ennesimo piano fallito per la conquista del mondo, impazzisce e riduce la Terra in minuscole dimensioni grazie al suo miniaturizzatore planetario. Crash, Aku Aku e Coco cominciano a cercare i cristalli e le gemme per cercare di far tornare la Terra nelle sue condizioni originarie e fronteggiare Cortex.
Dopo aver sconfitto Dingodile, N. Gin e Tiny Tiger, Crash riesce a raggiungere il laboratorio di Cortex, dove ha luogo la battaglia finale. Durante la battaglia, il Minimizzatore Planetario viene danneggiato irreparabilmente, riportando la Terra alle dimensioni originali e fondendo Cortex e i suoi tre scagnozzi in un'unica creatura, Megamix. Questa attacca Crash, che fortunatamente riesce a fuggire appena prima che la stazione spaziale di Cortex esploda, scaraventando il mutante nello spazio aperto.

## Modalità di gioco
Questo episodio di Crash Bandicoot esclusivamente per Game Boy Advance riprende le caratteristiche degli altri videogiochi a piattaforme per PlayStation. Nel videogioco ci sono 20 livelli con i rispettivi cristalli, oltre alle gemme trasparenti e alle 5 colorate che permettono di arrivare a dei livelli speciali, nei quali si può guidare una motocicletta nello spazio oppure affrontare diversi minigiochi.